# Championnats du monde de tir aux plateaux 2011
Navigation
Édition précédente
Les Championnats du monde de tir aux plateaux 2011 sont organisés par l'ISSF (Fédération Internationale de Tir Sportif) et dissociés des Championnats du monde de tir comme toutes les années impaires. Ils se déroulent à Belgrade en Serbie du 3 au 14 septembre 2011.
Ils regroupent toutes les épreuves figurant au programme olympique.

## Résultats

### Fusil de chasse masculin
| Trap - 5 et 6 septembre | Trap - 5 et 6 septembre | Trap - 5 et 6 septembre | Double Trap - 10 septembre | Double Trap - 10 septembre | Double Trap - 10 septembre | Skeet - 12 et 13 septembre | Skeet - 12 et 13 septembre | Skeet - 12 et 13 septembre |
| individuel              | individuel              | individuel              | individuel                 | individuel                 | individuel                 | individuel                 | individuel                 | individuel                 |
| ----------------------- | ----------------------- | ----------------------- | -------------------------- | -------------------------- | -------------------------- | -------------------------- | -------------------------- | -------------------------- |
| Médaille d'or           | Massimo Fabbrizi (ITA)  | 149 (125) EWR EFWR      | Médaille d'or              | Li Jun (CHN)               | 194+4 (146)                | Médaille d'or              | Juan Jose Aramburu (ESP)   | 149+12 (125) EWR           |
| Médaille d'argent       | David Kostelecky (CZE)  | 146 (122+5)             | Médaille d'argent          | Andreas Loew (GER)         | 194+3 (146)                | Médaille d'argent          | Tore Brovold (NOR)         | 149+11 (124)               |
| Médaille de bronze      | Stéphane Clamens (FRA)  | 145 (122+4+6)           | Médaille de bronze         | Eller Walton (USA)         | 193+4 (145+36)             | Médaille de bronze         | Abdullah Alrashidi (KUW)   | 149+9 (124)                |
| par équipes             | par équipes             | par équipes             | par équipes                | par équipes                | par équipes                | par équipes                | par équipes                | par équipes                |
| Médaille d'or           | Italie                  | 369 WR                  | Médaille d'or              | Chine                      | 432                        | Médaille d'or              | Russie                     | 367                        |
| Médaille d'argent       | Tchéquie                | 362                     | Médaille d'argent          | Russie                     | 432                        | Médaille d'argent          | Danemark                   | 366                        |
| Médaille de bronze      | Royaume-Uni             | 359                     | Médaille de bronze         | Koweït                     | 431                        | Médaille de bronze         | Émirats arabes unis        | 366                        |

### Fusil de chasse féminin
| Trap - 8 septembre | Trap - 8 septembre       | Trap - 8 septembre | Skeet - 9 septembre | Skeet - 9 septembre    | Skeet - 9 septembre |
| individuel         | individuel               | individuel         | individuel          | individuel             | individuel          |
| ------------------ | ------------------------ | ------------------ | ------------------- | ---------------------- | ------------------- |
| Médaille d'or      | Liu Yingzi (CHN)         | 95 (72+3)          | Médaille d'or       | Christine Wenzel (GER) | 98 (74) EWR         |
| Médaille d'argent  | Zuzana Stefecekova (SVK) | 92 (72+3)          | Médaille d'argent   | Wei Ning (CHN)         | 97+8 (73)           |
| Médaille de bronze | Elena Tkach (RUS)        | 90 (73)            | Médaille de bronze  | Kimberly Rhode (USA)   | 97+7 (72+4)         |
| par équipes        | par équipes              | par équipes        | par équipes         | par équipes            | par équipes         |
| Médaille d'or      | Russie                   | 213 WR             | Médaille d'or       | Chine                  | 216 WR              |
| Médaille d'argent  | France                   | 213 WR             | Médaille d'argent   | Italie                 | 211                 |
| Médaille de bronze | Chine                    | 211                | Médaille de bronze  | Slovaquie              | 208                 |

### Fusil de chasse masculin junior
| Trap - 5 et 6 septembre | Trap - 5 et 6 septembre  | Trap - 5 et 6 septembre | Double Trap - 10 septembre | Double Trap - 10 septembre | Double Trap - 10 septembre | Skeet - 12 et 13 septembre | Skeet - 12 et 13 septembre | Skeet - 12 et 13 septembre |
| individuel              | individuel               | individuel              | individuel                 | individuel                 | individuel                 | individuel                 | individuel                 | individuel                 |
| ----------------------- | ------------------------ | ----------------------- | -------------------------- | -------------------------- | -------------------------- | -------------------------- | -------------------------- | -------------------------- |
| Médaille d'or           | Talal Alrashidi (KUW)    | 122                     | Médaille d'or              | William Crawford (USA)     | 147 WRJ                    | Médaille d'or              | Anatoly Fedorov (RUS)      | 121+20                     |
| Médaille d'argent       | Allan Jack Norwood (NZL) | 121                     | Médaille d'argent          | Artem Nekrasov (RUS)       | 144+4                      | Médaille d'argent          | Tammaro Cassandro (ITA)    | 121+19                     |
| Médaille de bronze      | Maksim Smykov (RUS)      | 120+5                   | Médaille de bronze         | Asher Noria (IND)          | 144+3                      | Médaille de bronze         | Gerrit Wuelpern (GER)      | 121+15                     |
| par équipes             | par équipes              | par équipes             | par équipes                | par équipes                | par équipes                | par équipes                | par équipes                | par équipes                |
| Médaille d'or           | Russie                   | 356                     | Médaille d'or              | États-Unis                 | 428 WRJ                    | Médaille d'or              | Italie                     | 360 WRJ                    |
| Médaille d'argent       | Italie                   | 356                     | Médaille d'argent          | Russie                     | 420                        | Médaille d'argent          | Tchéquie                   | 356                        |
| Médaille de bronze      | Tchéquie                 | 349                     | Médaille de bronze         | Inde                       | 419                        | Médaille de bronze         | Russie                     | 355                        |

### Fusil de chasse féminin junior
| Trap - 8 septembre | Trap - 8 septembre      | Trap - 8 septembre | Skeet - 9 septembre | Skeet - 9 septembre       | Skeet - 9 septembre |
| individuel         | individuel              | individuel         | individuel          | individuel                | individuel          |
| ------------------ | ----------------------- | ------------------ | ------------------- | ------------------------- | ------------------- |
| Médaille d'or      | Janessa Jo Beaman (USA) | 70                 | Médaille d'or       | Natalia Vinogradova (RUS) | 71                  |
| Médaille d'argent  | Safiye Sariturk (TUR)   | 68+2               | Médaille d'argent   | Lucie Anastassiou (FRA)   | 68+2                |
| Médaille de bronze | Kelly Coogan (AUS)      | 68+1               | Médaille de bronze  | Morgan Craft (USA)        | 68+1                |
| par équipes        | par équipes             | par équipes        | par équipes         | par équipes               | par équipes         |
| Médaille d'or      | États-Unis              | 201                | Médaille d'or       | Russie                    | 197                 |
| Médaille d'argent  | Italie                  | 191                | Médaille d'argent   | Royaume-Uni               | 193                 |
| Médaille de bronze | Tchéquie                | 184                | Médaille de bronze  | États-Unis                | 193                 |

## Tableau des médailles
| Rang  | Nation              | Or | Argent | Bronze | Total |
| ----- | ------------------- | -- | ------ | ------ | ----- |
| 1     | Russie              | 6  | 3      | 3      | 12    |
| 2     | Chine               | 4  | 1      | 1      | 6     |
| 3     | États-Unis          | 4  | 0      | 4      | 8     |
| 4     | Italie              | 3  | 4      | 0      | 7     |
| 5     | Allemagne           | 1  | 1      | 1      | 3     |
| 6     | Koweït              | 1  | 0      | 2      | 3     |
| 7     | Espagne             | 1  | 0      | 0      | 1     |
| 8     | Tchéquie            | 0  | 3      | 2      | 5     |
| 9     | France              | 0  | 2      | 1      | 3     |
| 10    | Royaume-Uni         | 0  | 1      | 1      | 2     |
| 10    | Slovaquie           | 0  | 1      | 1      | 2     |
| 12    | Danemark            | 0  | 1      | 0      | 1     |
| 12    | Norvège             | 0  | 1      | 0      | 1     |
| 12    | Nouvelle-Zélande    | 0  | 1      | 0      | 1     |
| 12    | Turquie             | 0  | 1      | 0      | 1     |
| 16    | Inde                | 0  | 0      | 2      | 2     |
| 17    | Australie           | 0  | 0      | 1      | 1     |
| 17    | Émirats arabes unis | 0  | 0      | 1      | 1     |
| Total | Total               | 20 | 20     | 20     | 60    |